# Pierre Rolland (Schachspieler)
Pierre Auguste Marie Rolland (* 9. September 1926 in Bram (Aude); † 10. Februar 1967 in Castelnau-Rivière-Basse) war ein französischer Schachspieler und Professor für Philosophie.
Rolland, der erst im Alter von 17 oder 18 Jahren im Bordeauxer Verein L'Echiquier d'Aquitaine mit dem Schach begann, gewann 1956 die französische Meisterschaft und nahm im selben Jahr mit Frankreich an der Mannschaftsweltmeisterschaft der Studenten teil. Danach lebte er aus beruflichen Gründen in Algerien und war schachlich weniger aktiv. Später erhielt er eine Professur für Philosophie an der Universität Tarbes.
1966 erfüllte Rolland beim Großmeisterturnier in Le Havre eine Norm für den Titel des Internationalen Meisters. Er kam bei einem Verkehrsunfall ums Leben.